# Йорт, Вигдис
Вигдис Йорт (норв. Vigdis Hjorth; род. 19 июля 1959, Осло) — норвежская писательница.
Имеет степень бакалавра, также работала на детском радио. Книги Вигдис Йорт были переведены на датский, исландский, русский, шведский, немецкий, украинский и эстонский языки. Мать троих детей, живущих на острове Несоя в Осло. Жила в Копенгагене, Бергене, Швейцарии и Франции. После того, как Вигдис нарушила правила дорожного движения в 2009 году, ей приписали тюремный срок в 30 дней. Тюрьма вдохновила её написать книгу «Тридцать дней в Саннефьорде».

### Издания на русском языке
- Йорт В. Преимущества и недостатки существования = Fordeler og ulemper ved å være til / Пер. В. Дьяконовой. — Москва: Флюид / FreeFly, 2006. — 272 S. — (Скандинавская линия). — 3000 экз. — ISBN 5-98358-107-4.
- Йорт В. Наследство = Arv og miljo / Пер. А. Наумовой. — Эксмо, 2020. — (Global Books. Книги без границ). — ISBN 978-5-04-108249-9.
- Йорт В. Песня учителя = Laererinnens Sang / Пер. А. Наумовой. — Эксмо, 2020. — (Global Books. Книги без границ). — ISBN 978-5-04-112051-1.
- Йорт В. Жива ли мать = Er Mom Dod / Пер. А. Наумовой. — Эксмо, 2022. — (Вигдис Йорт. Знаковый скандинавский роман). — ISBN 978-5-04-160233-8.

## Экранизации
- Йорген + Анне = правда (2011)

## Награды
- Премия Министерства культуры Норвегии «За детскую и юношескую литературу» в 1983 году за лучший дебют с книгой «Pelle-Ragnar i den gule gården».
- Премия Ассоциации норвежских критиков в 1984 году за книгу «Йорген + Анне равняется правда».